# Diplodus
Diplodus Rafinesque 1810 é um género de peixes ósseos marinhos pertencentes à família dos Sparidae (esparídeos) que inclui as espécies geralmente conhecidas pelo nome comum de sargos.

## Lista de espécies
- Diplodus annularis (Linnaeus, 1758) — sargo-alcorraz
- Diplodus argenteus (Valenciennes in Cuvier et Valenciennes, 1830)
- Diplodus bellottii (Steindachner, 1882)
- Diplodus bermudensis (Caldwell, 1965)
- Diplodus cervinus (Lowe, 1838)
- Diplodus fasciatus (Valenciennes in Cuvier et Valenciennes, 1830)
- Diplodus holbrookii (Bean, 1878)
- Diplodus noct (Valenciennes in Cuvier et Valenciennes, 1830)
- Diplodus prayensis Cadenat, 1964
- Diplodus puntazzo (Cetti, 1777)
- Diplodus sargus (Linnaeus, 1758) — sargo-comum, sargo
- Diplodus vulgaris (Geoffroy Saint-Hilaire, 1817) — safia